# 排行

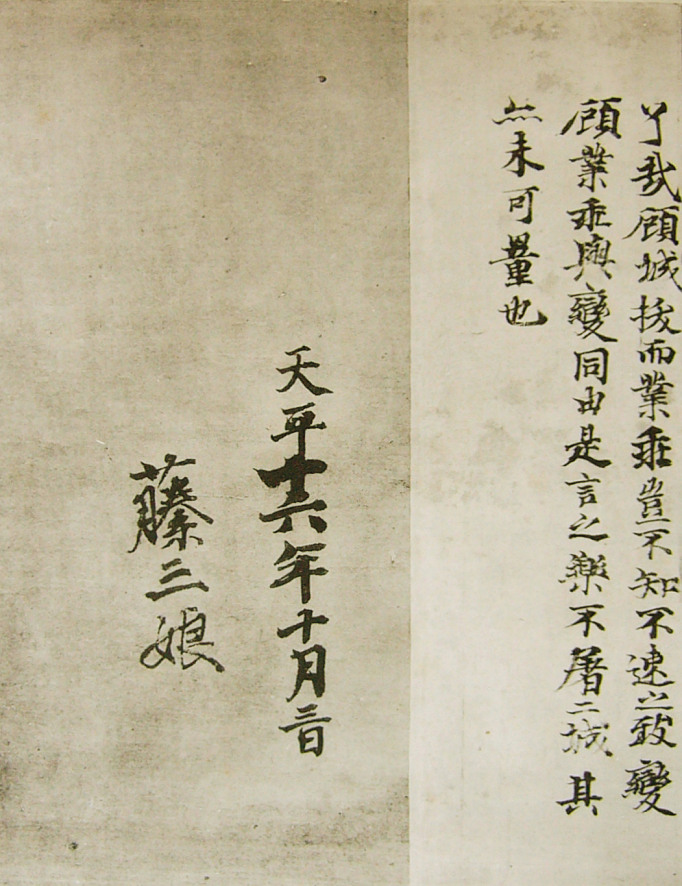
光明皇后自署。「藤三娘」と排行を記している

排行（はいこう）は、中華圏における人名の呼び方の一種で、兄弟の長幼の順序に従ってつけられた番号を名前がわりに用いることをいう。字と同様に、諱を直接呼ぶことを避けた通称である。
同様の日本の慣習については輩行名を参照。

## 概要
排行は、兄弟の長幼の順を名前のかわりに使うものである。男と女は別々に数え、長男・長女は「大」、次男・次女は「二」、以下「三・四……」のように数えていく。
単に姓+数字だけで呼ぶ場合も多いが、男なら「郎」、女なら「娘」のような接尾辞をつけることもある。
かつての大家族制のもとでは、同姓のいとこ（父の兄弟の子）を含めて数えていた。たとえば白居易は白二十二郎と呼ばれているが、白居易は4人兄弟の次男にすぎない。老舎の短編小説「黒白李」でも、2人兄弟の兄が弟を「老四」と呼んでおり、伯父の子供がいるために排行が4番目になると説明されている。
なお、同じ宗族の同世代の名前に同じ漢字を使うことも「排行」と呼ばれることがあるが、現在では「輩行字」「字輩」などと呼ぶほうが普通である。

## 例
通常排行で呼ばれる有名な男性に『楊家将演義』の楊六郎（ただし史実では六男ではなかったらしい）、女性には『水滸伝』の扈三娘、馮夢竜『警世通言』の杜十娘などがある。なお、『児女英雄伝』の十三妹は偽名であって排行ではないが、第13回に排行かどうかを尋ねるシーンがある。
二郎真君がなぜ「二郎」と呼ばれるのかは不明だが、朱子は次男だったからと考えている。

## 歴史
古代においては長幼の順に「伯（孟）・仲・叔・季・幼・稚」と呼んだ。孔子の字の「仲尼」、孫権の字の「仲謀」は、いずれも次男であることにもとづく。また夏侯淵の子は上から夏侯衡（伯権）・夏侯覇（仲権）・夏侯称（叔権）・夏侯威（季権）・夏侯栄（幼権）・夏侯恵（稚権）・夏侯和（義権）となる。
番号で呼ぶようになったのがいつからであるかははっきりわからない。『晋書』王蘊伝や『世説新語』賞誉篇に王忱を「阿大」と呼んだことが見えるが、王忱は長男ではない。『南史』斉高帝諸子列伝下では南斉の武帝が弟で五男の蕭曄を「阿五」と呼んでいる。南北朝時代に徐々に使われるようになったらしい。
唐代にはさかんに用いられ、唐詩の題にも、たとえば王維「送元二使安西」、杜甫の「寄李十二白二十韻」など、しばしば見られる。唐代には排行以外にさらに親族名称・官職・名などを加えて「李大夫七丈勉」、「秘書少監十弟諒之」のように複雑になることもあった。
排行は近代にはいっても普通に行われたが、唐代のように公的な文章にまで使われることはない。